# Bernardo Prado y Obejero
Bernardo Prado y Obejero (siglo XVII - siglo XVIII) fue inquisidor y posteriormente decano fiscal del Santo Tribunal de la Inquisición en la Nueva España. Fue una de las principales voces conservadoras contra las ideas liberales previas a la independencia y además llevó a cabo el juicio de excomunión a Miguel Hidalgo y Costilla en 1810. 

## Inicios dentro de la Inquisición
El origen del Tribunal del Santo Oficio de la Inquisición o Inquisición española tuvo su origen en 1478 fijada por los Reyes Católicos en el reino de Castilla. ... Aunque para muchos autores la Santa Inquisición acabó convirtiéndose en “un arma de la xenofobia” como es el caso de Juan Gil.
Estas y otras tantas cuestiones nos rondarán en la cabeza siempre que hablamos del tema de la Santa Inquisición, quedaros con nosotros para conocer un poquito más sobre un periodo de la historia que fue importante y tortuosa a partes iguales.
La creación del Santo Oficio o Inquisición fue creada con la intención de poder suprimir la herejía que asolaba al seno de la Iglesia Católica y para ello, se decidió crear una jurisdicción especial ejercida por los delegados del Papa.
El origen de la Inquisición no fue española, como muchos piensan, sino que fue creada en el siglo XII por el Papa Lucio III como instrumento para combatir la herejía cátara en el sur de Francia. A lo largo de toda la Edad Media hubo distintos tribunales de la Inquisición Pontificia en Europa, siendo los más activos los del norte de Italia y sur de Francia. 
El origen del Tribunal del Santo Oficio de la Inquisición o Inquisición española tuvo su origen en 1478 fijada por los Reyes Católicos en el reino de Castilla.
Don Tomás de Torquemada fue designado en 1485 Inquisidor General por la Corona, posteriormente le seguirían otros inquisidores en Zaragoza, Valencia y Barcelona. Pero sería Sevilla, donde el Santo Oficio tendría una importancia primordial Aunque para muchos autores la Santa Inquisición acabó convirtiéndose en “un arma de la xenofobia” como es el caso de Juan Gil. El caso es que para la política de cohesión que querían implantar los Reyes Católicos en la península ibérica, entre el poder político, civil y religioso, el Tribunal de la Santa Inquisición ayudó muchísimo a la Corona, en un momento de grave crisis económica, tras las distintas conquistas del último reinado nazarí de Granada o las conquistas de ultramar.
Durante el periodo de la Santa Inquisición en España se luchó fervientemente contra el islam, los cuales mantuvieron resistencia en el último reino nazarí de Granada, derrotados en enero de 1492. Además de los herejes musulmanes, la Corona española empezó en necesitar una mayor presión sobre el empuje o conquista económica por parte de los judíos, es por ello por lo que el Santo Oficio procedió a confiscar casas y pertenencias de familias acaudaladas judías, de tal manera que las ganancias que obtenían eran mucho mayores.

## Papel dentro de la crisis política de Nueva España en 1808
A raíz de la intervención francesa en España y la abdicación de Fernando VII a favor de José Bonaparte como Rey de España, se generó incertidumbre al interior de la Nueva España ante un vacío de poder y las acciones a seguir durante la crisis. Los criollos Francisco Primo de Verdad y Juan Francisco Azcárate buscaban crear la Junta de México como una institución capaz de administrar públicamente a la Nueva España en ausencia de Fernando VII. 
El virrey José de Iturrigaray convocó a varias audiencias con el ayuntamiento, miembros del clero y del virreinato. En la primera audiencia el 9 de agosto de 1808, el inquisidor decano Bernardo Prado y Obejero tachó a las ideas liberales de soberanía popular de ser heréticas y anatemizadas por la Iglesia.
El 27 de agosto de 1808 el inquisidor Bernardo Prado y Obejero publica un edicto advirtiendo a la población sobre textos que “renovaran la herejía de la soberanía del pueblo o de adaptar su sistema para sacudir la obediencia al soberano” es decir se consideraría subversivo cualquier posesión o lectura de texto que alentara a la independencia e insubordinación de las legítimas potestades.
Debido a la consecución de las reuniones en busca de crear la Junta de México a principios de septiembre, el inquisidor Prado y Obejero consideraba: “Sírvase mirarlas como peligrosas a lo menos y como el fermento que corrompe la masa del pueblo. Aunque no haya en el reino un espíritu declarado de independencia con el trono, se ha manifestado lo bastante el querer igualar este reino y sus derechos con el de la metrópoli: que a sostener se dirigen esas juntas propuestas.”

## El golpe de Estado del 15 de septiembre de 1808
La insistencia de delegados españoles enviados por la Junta de Sevilla y la Junta de Oviedo para ratificarlas y otorgarles la administración de la Nueva España presionaron al virrey Iturrigaray para favorecer las intenciones de Francisco Primo de Verdad y sus aliados de formar la Junta de México y un gobierno provisional al enviar comisionados a lo largo del país para discutir el proyecto.
Ante los rumores sobre Iturrigaray como un eventual Rey de Nueva España bajo la nueva Junta, los oidores Guillermo Aguirre y el doctor Bernardo Prado y Obejero junto con el rico hacendado Gabriel de Yermo lograron organizar una conspiración contra el gobierno. El conservador Yermo formó un ejército de 500 hombres llamado los Patriotas de Fernando VII en busca de derrocar al régimen debido a las amenazas de las ideas liberales hacia el sistema establecido.
La noche del 15 de septiembre de 1808 Gabriel de Yermo y sus partidarios, con la ayuda del ejército recién formado, los Patriotas de Fernando VII, lograron entrar al palacio virreinal y aprehender a José de Iturrigaray y a su familia. La misma noche se apresó a Francisco Primo de Verdad, Juan Francisco Azcárate y a fray Melchor de Talamantes. Este movimiento se conoce como un golpe de Estado. 
Durante el golpe de Estado el doctor Bernardo Prado y Obejero aceptó recluir en la Inquisición al virrey Iturrigaray y enviar a su familia al convento de San Bernardo hasta el 18 de septiembre, posteriormente transferido al convento de Betlemitas.  Otro de los implicados, Pedro de Garibay fue establecido como nuevo virrey de la Nueva España mientras que Iturrigaray y familia fueron enviados al fuerte de San Juan de Ulúa en Veracruz bajo espera de un barco con destino a España.

## El juicio de excomunión a Miguel Hidalgo y Costilla

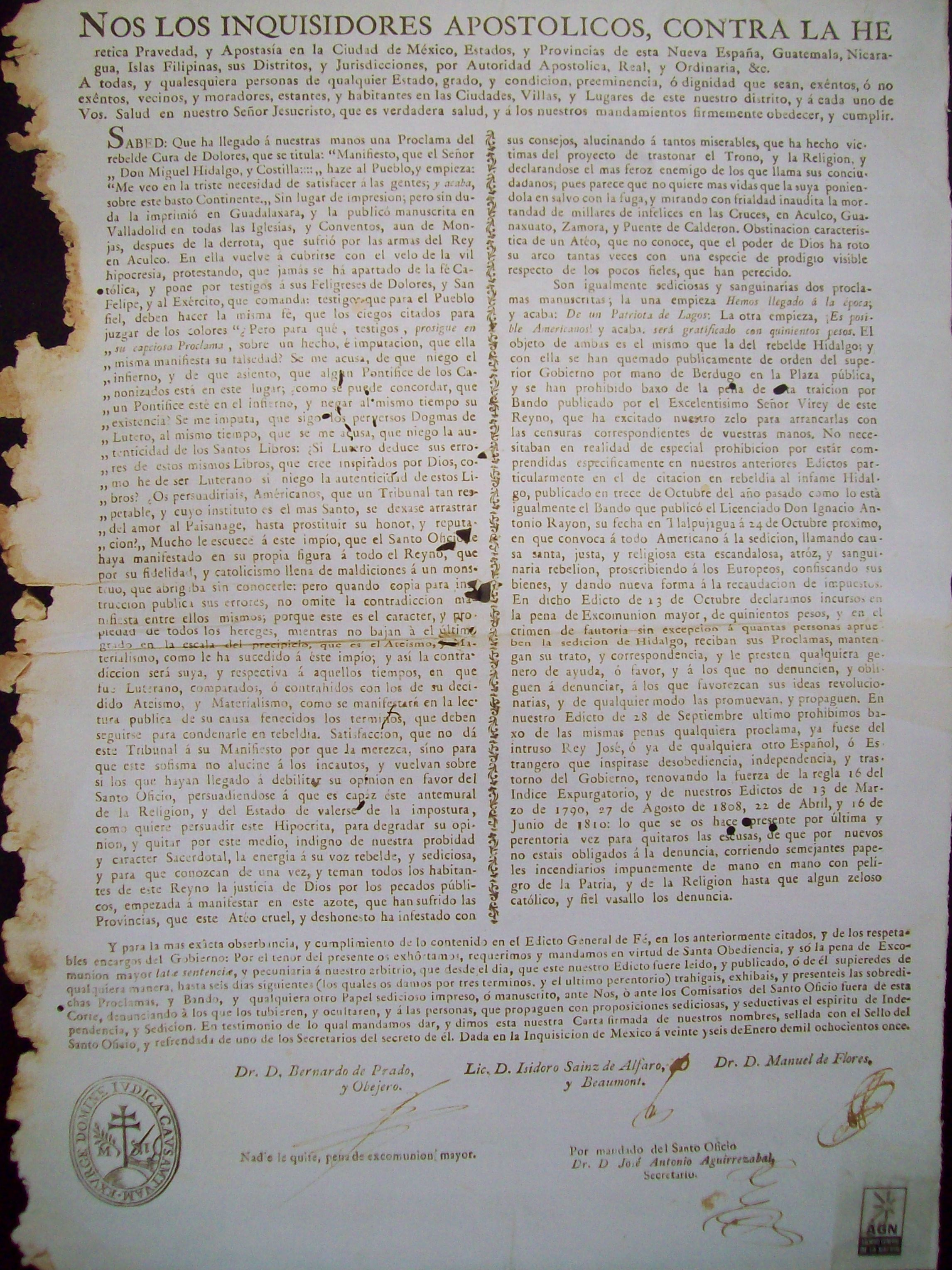
Edicto de excomunión contra el cura Miguel Hidalgo firmado por los inquisidores Bernardo Prado e Isidro Sainz en 1810.

Bajo un largo proceso de excomunión iniciado en 1810, el Tribunal de la Santa Inquisición publicó el 13 de octubre un edicto contra el cura Miguel Hidalgo y Costilla en el que se le declara culpable de más de 53 cargos  presentados por la Iglesia.
El edicto fue firmado por el inquisidor fiscal Bernardo Prado y Obejero junto con el inquisidor Isidro Sainz de Alfaro en el que se considera a Hidalgo de “un hombre sedicioso, cismático, probado el delito de herejía y apostasía de nuestra fe católica” en el que se establece la excomunión inmediata y un eventual proceso de degradación sacerdotal llevado a cabo el 29 de julio de 1811.

## Fin de la Inquisición y exilio
Por decreto de las Cortes de Cádiz el 22 de febrero de 1813 se declara abolido el Tribunal de la Santa Inquisición en Nueva España. Las instalaciones de la institución fueron reconfigurados para otro tipo de causas dentro del gobierno mientras que los inquisidores Bernardo Prado y Obejero e Isidro Sainz de Alfaro fueron enviados de regreso a España. La Inquisición fue restablecida en 1814 a raíz del regreso de Fernando VII y la abolición de las Cortes de Cádiz.